# Motozintla de Mendoza
Motozintla de Mendoza – miasto w Meksyku, w stanie Chiapas.